# Trèbes

Trèbes (Trebes în occitană) este o comună în departamentul Aude din sudul Franței. În 1 ianuarie 2022 avea o populație de 5.386 de locuitori.

## Monumente

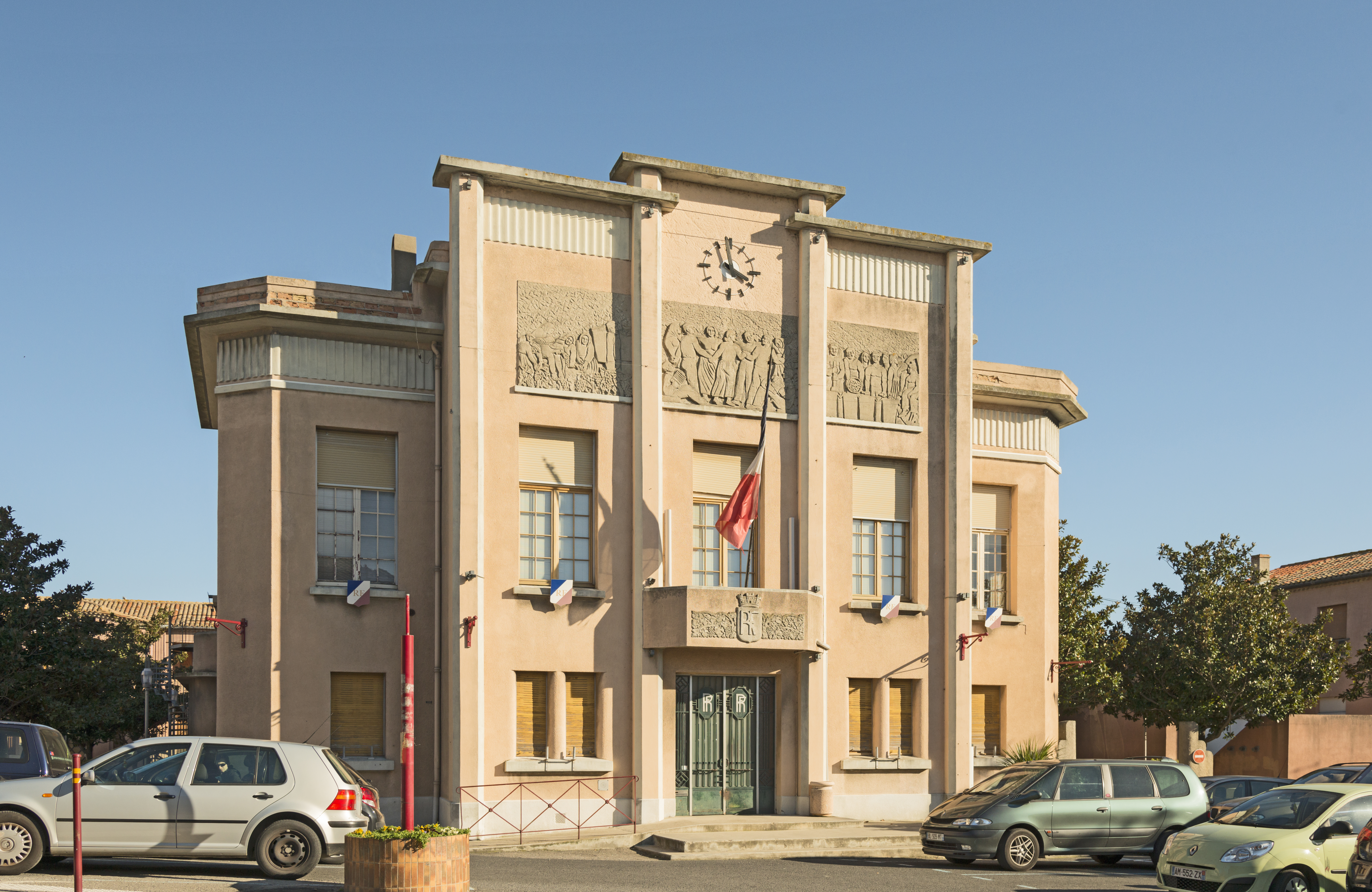
Primărie
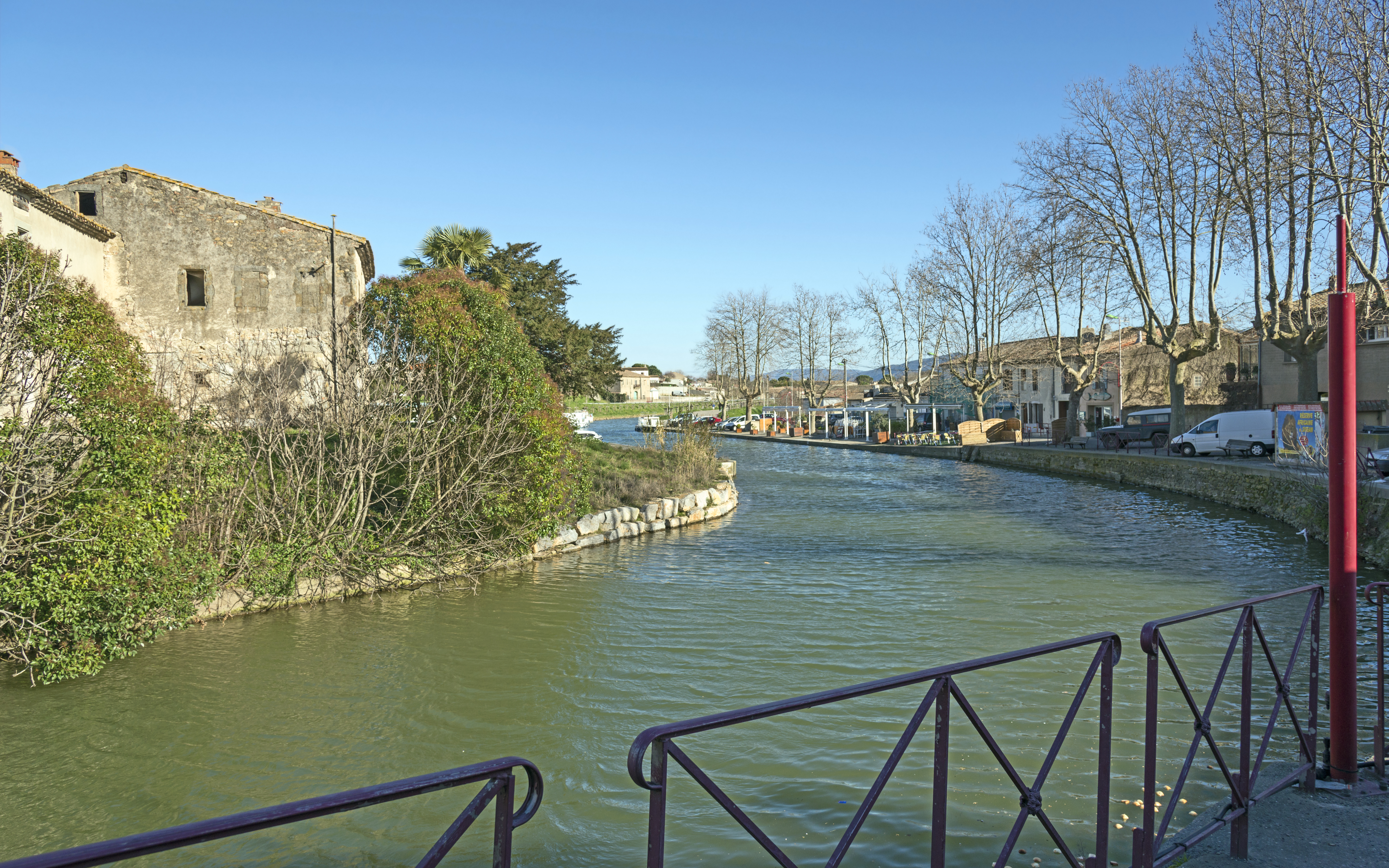
Canal du Midi
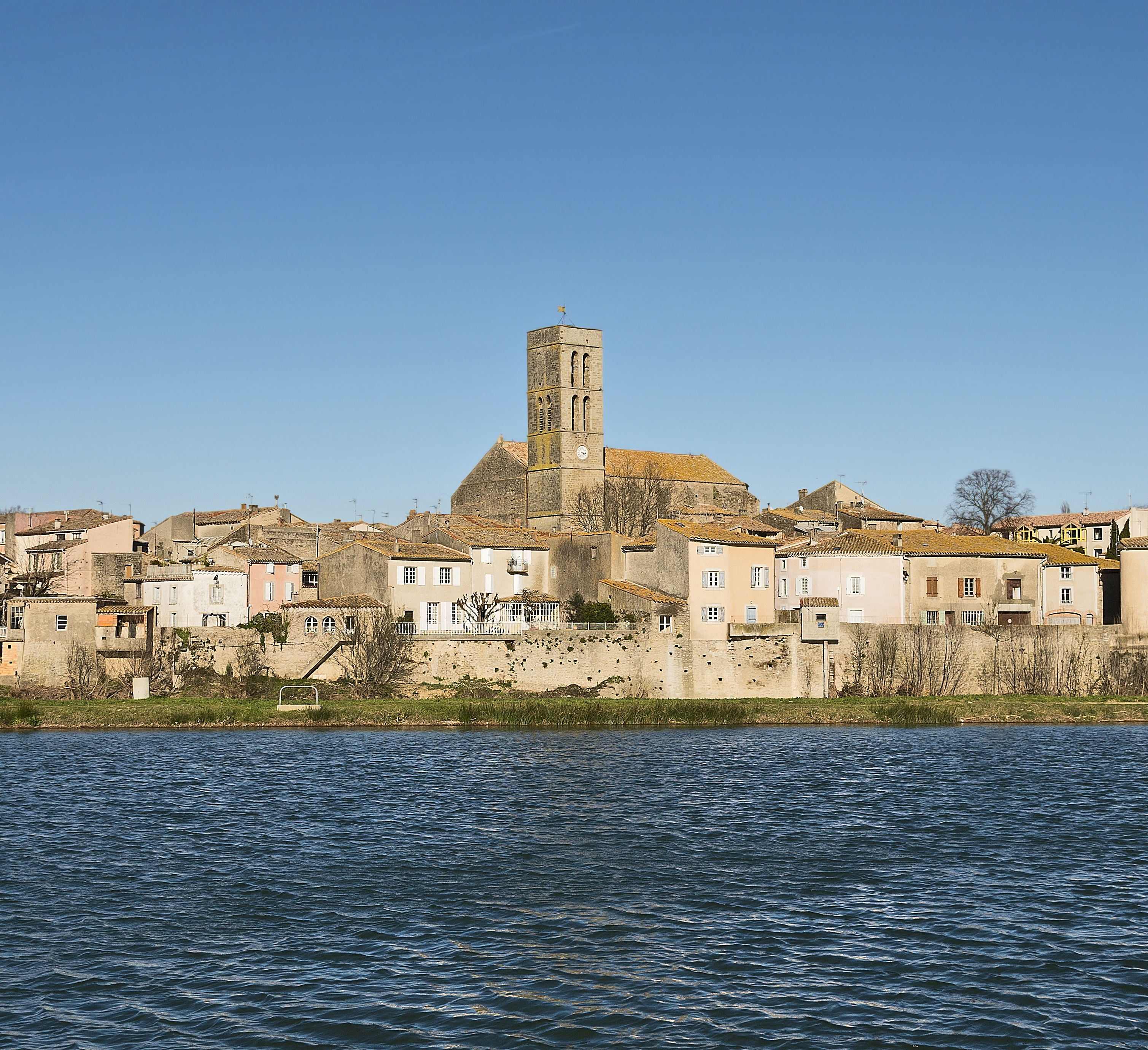
Biserică
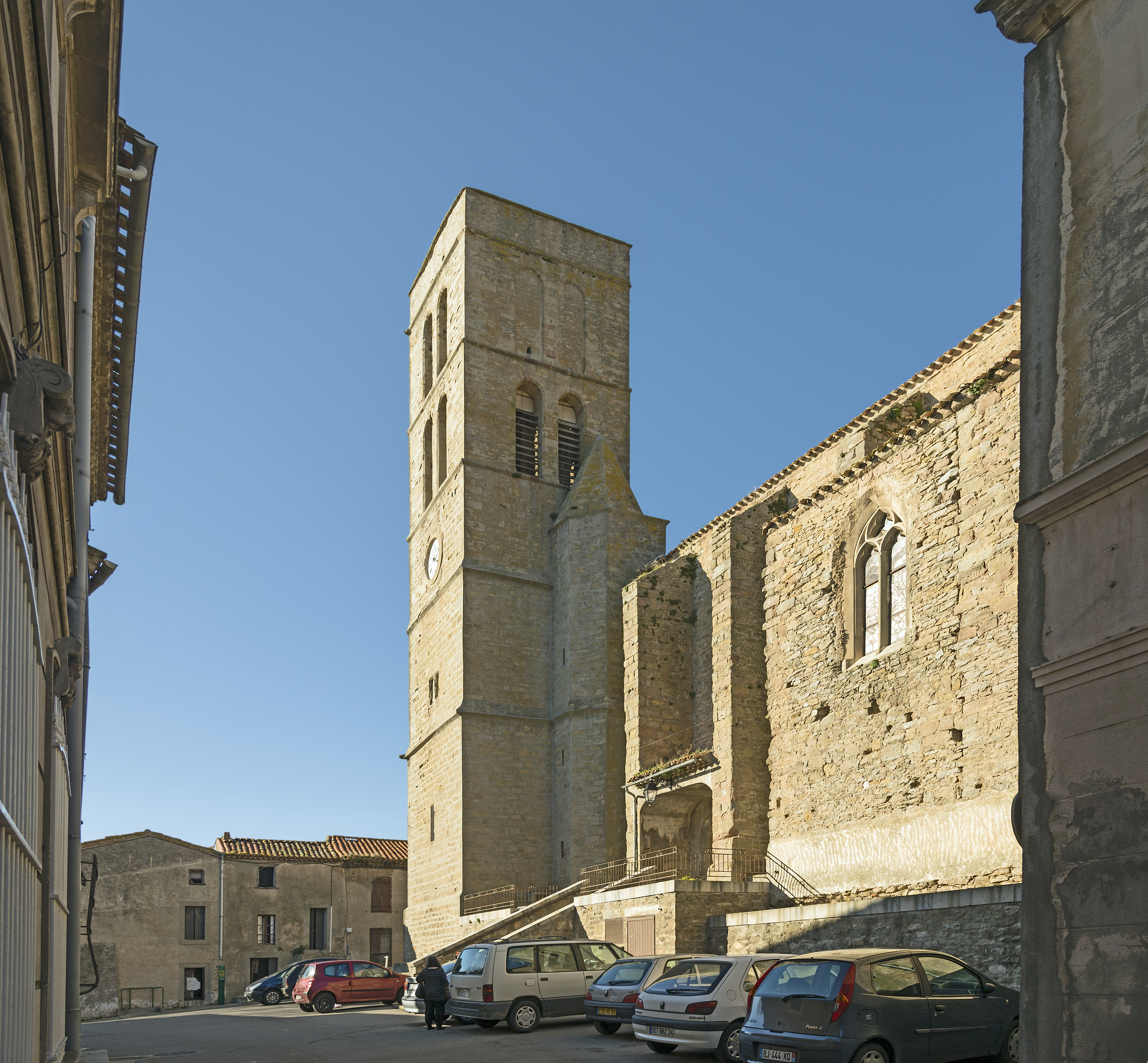